# Arnhemsche Fayencefabriek
De Arnhemsche Fayencefabriek (1907 – 1934) was een Arnhemse aardewerkfabriek.

## Het bedrijf
De Arnhemsche Fayencefabriek staat bekend als de fabriek van de gebroeders Jakob en Klaas Vet. De broers groeiden op in Purmerend, waar eind 19e eeuw de Plateelbakkerij Brantjes actief was. Beiden wilden plateelbakker worden. Klaas zou zijn vak leren bij Plateelbakkerij Zuid-Holland en later bij De Distel. Jakob zou het vak leren bij Brantjes.
In september 1903 richtten de broers de plateelfabriek Purmerend op, de fabriek zou de naam van Jakob gaan dragen, firma Jb. Vet & Co. Binnen deze fabriek was Jakob de zakelijk leider, Klaas had de verantwoordelijkheid voor de modellen en was artistiek leider. In 1906 brandde het bedrijf af. Het pakhuis met modellen bleef echter gespaard.

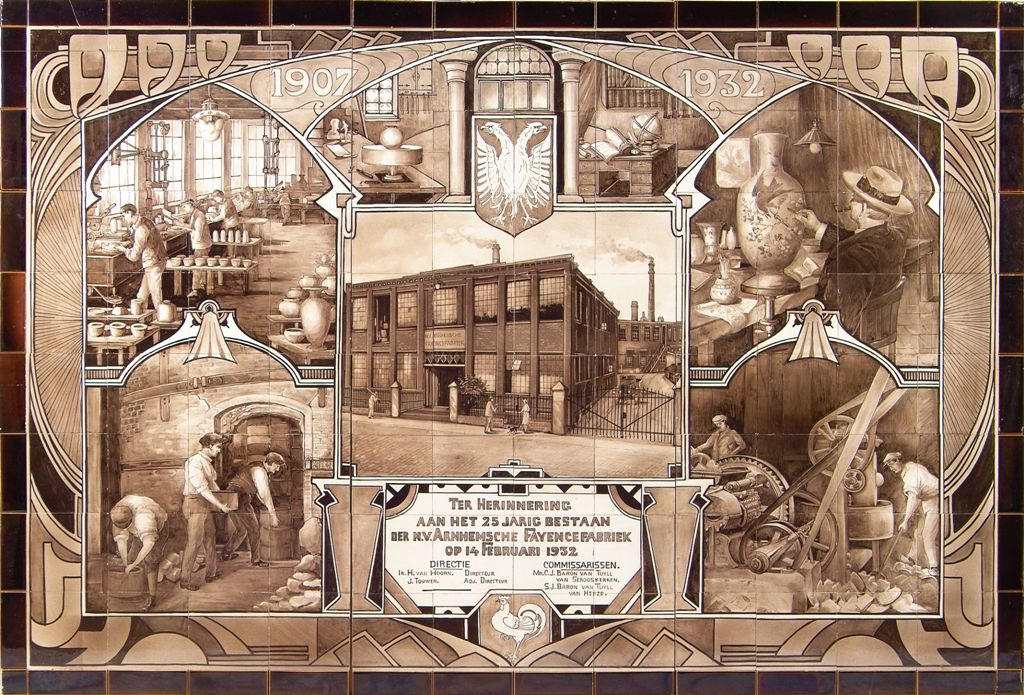
Tegeltableau gemaakt voor het 25-jarig bestaan van de Arnhemsche Fayencefabriek door W.P. Hartgring.

Op 13 maart 1907 richtten de broers de Arnhemsche Fayencefabriek op. De fabriek produceerde in de eerste periode aardewerk gelijk aan de modellen en decors uit Purmerend. Later zouden daar meerdere kleurrijke decors aan worden toegevoegd. De fabriek kende in de begin jaren twintig hoogtijdagen en moest de fabriek verschillende keren uitbreiden. In 1928/29 werd er  in verband met een staking voor de Plateelbakkerij Zuid-Holland gebakken. Tijdens de crisisperiode in de jaren dertig werd het handgeschilderde aardewerk te duur voor productie en ging men over op de productie van aardewerk met stroomglazuur in diverse kleuren. In 1934 leidde de crisis tot het staken van de productie en de uiteindelijke sluiting van de fabriek.

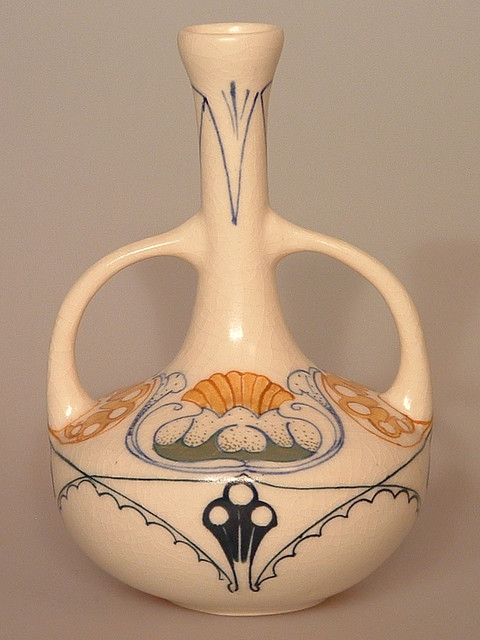
Vaas met modelnummer 32 gemaakt in de periode 1910-1915, de vaas is voorzien van een lineair decor, dat ook bekend is uit de periode in Purmerend.

## De producten
In de fabriek werd veel sieraardewerk gemaakt zoals vazen, jardinières, wandborden en bloempotten. Daarnaast bestond er ook de productie van luxe gebruiksaardewerk zoals serviezen, rook- en likeurstellen, inktstellen, kandelaars en souveniraardewerk in de vorm van klompjes, borden enzovoort met stadswapens. Veel van de modellen van Klaas zijn geïnspireerd op de eenvoudige en sierlijke modellen van De Distel. Ook werden klassieke modellen, zoals ook door Rozenburg toegepast, gebruikt voor inspiratie. Sommige modellen ontstonden uit bestaande modellen door het verwijderen of toevoegen van oren.

## Decors
In de beginperiode, van 1907 tot 1910, was er keuze uit twee typen decors. Het donkere hoogglans met decors van bloemen en vlinders en het lineaire decor op een witte ondergrond uitgevoerd in een mat glazuur. Een ander type aardewerk dat uit deze periode stamt heeft een rode kleur als ondergrond met hierop lineaire decors.
In de periode van 1910 tot 1917 kwamen er naast de eerder genoemde decors een aantal decors bij: Persian werd uitgevoerd op een lichtbruine ondergrond, het decor Lindus kende twee uitvoeringen een met witte bloemen en een met blauwe bloemen. Het decor S.O. is een lineair decor in wit, groen, oker en zwart. Het decor M.B. suggereerde de overeenkomst met Mat Bloemen van Zuid-Holland en bestond uit een minder abstracte uitvoering van lineaire decors van bloemen en insecten. Ook was er een neo-empirestijl, waarbij decors gedeeltelijk in goud werden uitgevoerd op een witte of blauwe ondergrond.
In 1917 gebeurde er veel met de decors door het vertrek van diverse schilders en de komst van W.P. Hartgring. Hartgring zou verantwoordelijk zijn voor de grote hoeveelheid aan nieuwe decors zoals Flora, Pensee, Polo (een hoogglansuitvoering van Corona van Zuid-Holland), Gelri, Poppy, Vlinder, decor Vogel, Zon, Toni, Tini.
Vanaf 1928 brak de zware periode aan voor de aardewerkfabriek en bestonden de decors alleen nog maar uit stroom- en spuitglazuren: het zogenaamde crisisaardewerk.